# 북송 흠종
송 흠종(宋 欽宗, 1100년 5월 23일(음력 4월 13일) - 1161년 6월 14일(음력 5월 19일))은 북송의 제9대 황제(재위: 1125년 - 1127년)이며 북송 최후의 황제다. 휘는 단(亶)이었다가 1102년 2월에 훤(烜)이라고 고치고, 같은 해 12월에 환(桓)이라고 고쳤다. 절일은 건룡절(乾龍節)이다. 휘종의 장남이며, 남송 고종의 이복 형이다.

## 치세
1125년부터 1127년까지 재위하는 동안 1125년부터 이듬해 1126년까지 총리대신 채경이 대리청정을 하였으며 채경이 방축된 후 1126년부터 1127년까지 1년간 친정 이후 퇴위하였다.

## 생애
1125년, 부황 휘종은 금나라와의 외교정책에 실패하여 금나라가 북송을 정벌하려고 대군을 일으켜 공격을 하였다. 이 사태에 휘종은 자기칙당(사직서)을 내고, 제위를 황태자 조환에게 양도하고 태상황이 되었으며. 황태자 조단은 황제에 등극하니 흠종이다. 다음해 금나라가 개봉을 포위하자 흠종은 이강(李綱)을 등용하고 방어를 했지만, 배상금을 지불하고, 영토를 할양한다는 조건으로 금나라와 화의가 성립되었다.

## 정강의 변
그러나 금나라 군대가 철수하자 송나라의 관리들 사이에서 금나라에 대하고 강경론이 대두되게 되고, 배상금과 영토 분할을 거부하도록 방침을 바꾸었다. 송나라의 배신에 금나라는 다시 한번 개봉을 공격하고, 함락시켰다. 휘종과 흠종은 금나라 군에 의해 포로가 되고(정강의 변), 1128년에 한주(길림 성 리수현)을 거쳐 1130년에 동북의 흑룡강성 의난현으로 끌고 간다.
이때 남송의 재상 진회(秦檜)도 같이 끌려가게 되는데, 이후 탈출하여 남송의 재상이 되었을 때 국력이 뒷받침되지 않은 대책없는 강경론을 기피하는 계기가 된다.

## 최후
1127년, 흠종의 남동생 조구가 고종으로 즉위하여 남송을 세우고, 흠종은 복잡한 입장에 처해진다. 흠종의 남송 귀환이 인정되면, 고종은 제위 찬탈자가 되기 때문이다. 송나라는 역대 왕조 가운데에서도 특히 정윤론(正閏論)이 엄격한 시대였기 때문이다. 금나라의 측근들도 흠종 귀환을 계획했지만, 고종으로부터 억류 요청이 완곡하게 나오게 되었고, 결국 남송으로의 귀환은 실현되지 않았다. 고종의 생모인 위 부인이 남송에 귀환했을 때에도 흠종은 위 부인에게 영향력을 행사하여 남송으로의 귀환을 고종에게 의뢰하도록 눈물로 탄원했다고 전해진다.
흠종은 그 후도 30년 이상에 걸쳐 동북에 계속 감금되었고, 1161년에 오국성에서 61세로 병사했다. 그 후 흠종의 자손은 해릉양왕에 의해 살해되고, 대가 끊어졌다.

## 재상
| 순서                                | 이름                                | 재임기간                            | 칭호                                                          | 자(字)                              | 봉호                                | 시호                                |
| 태재(太宰)/소재(少宰) 겸 시랑(侍郎) | 태재(太宰)/소재(少宰) 겸 시랑(侍郎) | 태재(太宰)/소재(少宰) 겸 시랑(侍郎) | 태재(太宰)/소재(少宰) 겸 시랑(侍郎)                           | 태재(太宰)/소재(少宰) 겸 시랑(侍郎) | 태재(太宰)/소재(少宰) 겸 시랑(侍郎) | 태재(太宰)/소재(少宰) 겸 시랑(侍郎) |
| ----------------------------------- | ----------------------------------- | ----------------------------------- | ------------------------------------------------------------- | ----------------------------------- | ----------------------------------- | ----------------------------------- |
| 1                                   | 이방언 (李邦彦)                     | 1125년 ~ 1126년                     | 소재(少宰) 중서시랑(中書侍郎) ↓ 태재(太宰) 문하시랑(門下侍郎) | 사미 (士美)                         | -                                   | -                                   |
| 2                                   | 백시중 (白時中)                     | 1125년 ~ 1126년                     | 태재(太宰) 문하시랑(門下侍郎)                                 | 몽형 (蒙亨)                         | 경국공 (慶國公)                     |                                     |
| 3                                   | 채경 (蔡京)                         | 1125년 ~ 1126년                     | 의전태사(依前太師)                                            | 원장 (元長)                         | -                                   | -                                   |
| 4                                   | 장방창 (張邦昌)                     | 1126년 ~ 1127년                     | 소재(少宰) 중서시랑(中書侍郎) ↓ 태재(太宰) 문하시랑(門下侍郎) | 자능 (子能)                         | -                                   | -                                   |
| 5                                   | 오민 (吳敏)                         | 1126년                              | 소재(少宰) 중서시랑(中書侍郎)                                 | 원중 (元中)                         | -                                   | -                                   |
| 6                                   | 서처인 (徐處仁)                     | 1126년                              | 태재(太宰) 문하시랑(門下侍郎)                                 | 택지 (擇之)                         | -                                   | -                                   |
| 7                                   | 당각 (唐恪)                         | 1126년                              | 소재(少宰) 중서시랑(中書侍郎)                                 | 흠수 (欽叟)                         | -                                   | -                                   |

## 존호, 시호, 묘호
존호는 1127년 5월에 고종에 의해 효자연성황제(孝慈淵聖皇帝)라는 호를 받았다.
시호는 공문순덕인효황제(恭文順德仁孝皇帝)이다. 묘호는 흠종(欽宗)이고, 능은 영헌릉(永獻陵)이다.

## 가족 관계

### 조부모와 부모
- 조부 : 신종(神宗) 성효황제(聖孝皇帝) 조욱(趙頊)
- 조모 : 흠자황후(欽慈皇后) 진씨(陳氏)
- 부친 : 휘종(徽宗) 현효황제(顯孝皇帝) 조길(趙佶)
- 모친 : 현공황후(顯恭皇后) 왕씨(王氏)

### 후비
| 봉호       | 시호                | 이름(성씨) | 별칭                                              | 재위년도        | 생몰년도        | 국구(장인/장모)                   | 비고 |
| ---------- | ------------------- | ---------- | ------------------------------------------------- | --------------- | --------------- | --------------------------------- | ---- |
| 황후(皇后) | 인회황후 (仁懷皇后) | 주씨(朱氏) | 황태자비(皇太子妃) 정강군정절부인(靖康郡貞節夫人) | 1125년 ~ 1127년 | 1102년 ~ 1127년 | 은평군왕(恩平郡王) 주백재(朱伯材) |      |

### 후궁
| 봉호           | 시호 | 이름(성씨)     | 별칭 | 재위년도        | 생몰년도 | 비고 |
| -------------- | ---- | -------------- | ---- | --------------- | -------- | ---- |
| 신덕비(愼德妃) |      | 주씨(朱氏)     |      | 1110년 ~ 1142년 |          |      |
| 재인(才人)     |      | 정경운(鄭慶雲) |      |                 |          |      |
| 재인(才人)     |      | 한정관(韓靜觀) |      |                 |          |      |
| 재인(才人)     |      | 유월아(劉月娥) |      |                 |          |      |
| 재인(才人)     |      | 노순숙(盧順淑) |      |                 |          |      |
| 재인(才人)     |      | 하봉령(何鳳齡) |      |                 |          |      |
| 재인(才人)     |      | 적옥휘(狄玉輝) |      |                 |          |      |
| 부인(夫人)     |      | 척소옥(戚小玉) |      |                 |          |      |
| 부인(夫人)     |      | 정월궁(鄭月宮) |      |                 |          |      |
| 부인(夫人)     |      | 장장금(蔣長金) |      |                 |          |      |
| 부인(夫人)     |      | 포춘접(鮑春蝶) |      |                 |          |      |

### 황자
| - | 봉호           | 시호 | 이름       | 생몰년도   | 생모          | 별칭                              | 비고                     |
| - | -------------- | ---- | ---------- | ---------- | ------------- | --------------------------------- | ------------------------ |
| 1 | 황태자(皇太子) |      | 조심(趙諶) | 1117년 ~ ? | 인회황후 주씨 | 숭국공(崇國公) 대령군왕(大寧郡王) |                          |
| 2 |                |      | 조근(趙謹) | 1127년 ~ ? | 신덕비 주씨   |                                   | 정강의 변 이후에 태어남. |
| 3 |                |      | 조훈(趙訓) | 1129년 ~ ? | 재인 정경운   |                                   | 금나라에서 태어남.       |

### 황녀
| - | 봉호               | 시호 | 이름 | 생몰년도   | 생모          | 별칭 | 비고               |
| - | ------------------ | ---- | ---- | ---------- | ------------- | ---- | ------------------ |
| 1 | 유가공주(柔嘉公主) |      |      | 1121년 ~ ? | 인회황후 주씨 |      |                    |
| 2 | 공주(公主)         |      |      |            | 재인 적옥휘   |      | 금나라에서 태어남. |
| 3 | 공주(公主)         |      |      |            | 신덕비 주씨   |      | 금나라에서 태어남. |

## 기년
| 흠종        | 원년            | 2년        |
| ----------- | --------------- | ---------- |
| 서력 (西曆) | 1126년          | 1127년     |
| 간지 (干支) | 병오(丙午)      | 정미(丁未) |
| 연호 (年號) | 정강(靖康) 원년 | 2년        |

## 같이 보기
- 송휘종
- 정강의 변
- 진회

| 전임 북송 휘종 | 제9대 북송의 황제 1125년 ~ 1127년 | 후임 북송 멸망 (남송 고종) |